# Cyrtopogon dubius
Cyrtopogon dubius är en tvåvingeart som beskrevs av Samuel Wendell Williston  1883. Cyrtopogon dubius ingår i släktet Cyrtopogon och familjen rovflugor. Inga underarter finns listade i Catalogue of Life.